# Aceite de huevo

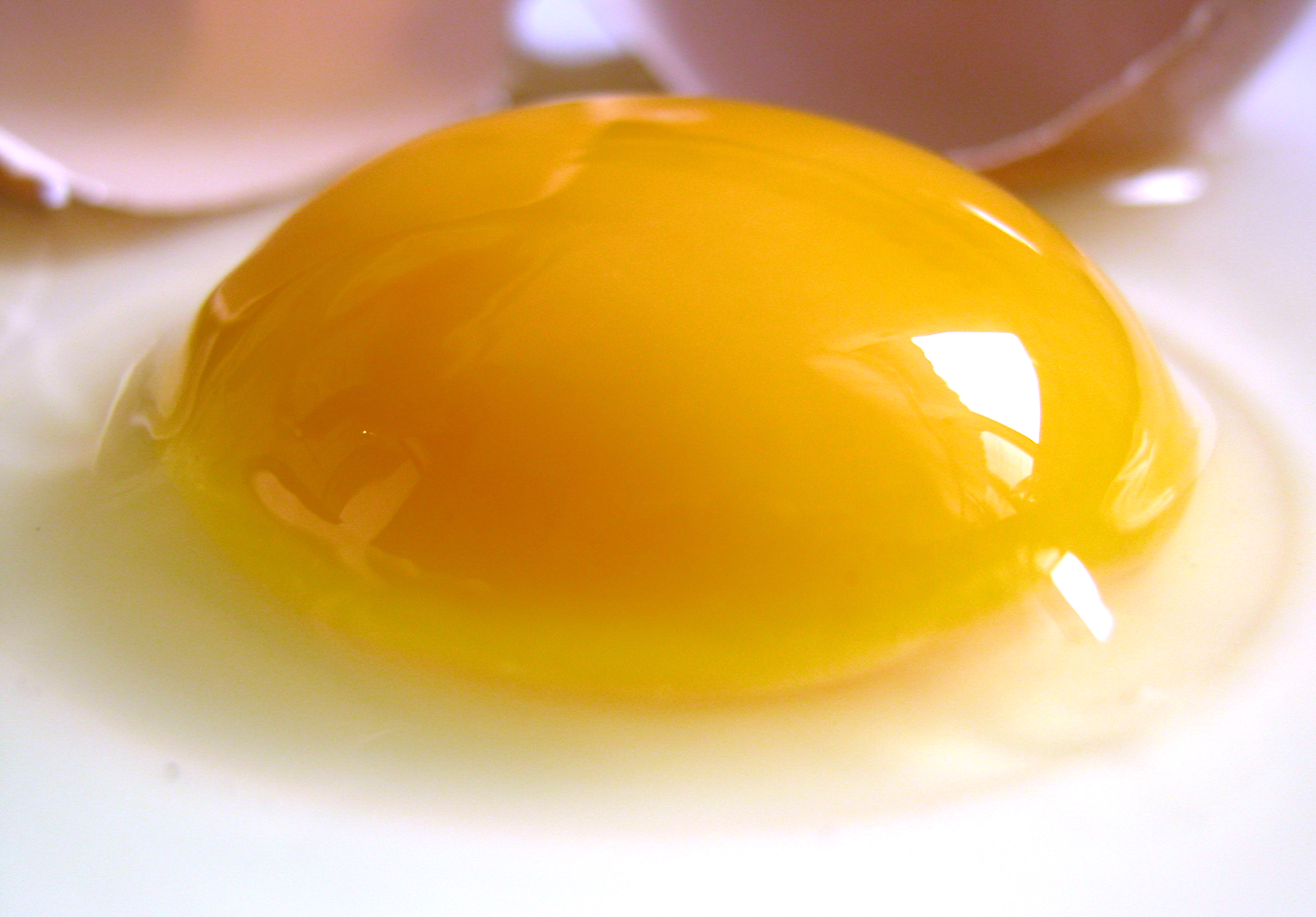
Una yema de huevo intacta rodeado de la clara.

Aceite de huevo (N º CAS 8001-17-0) (INCI: aceite de huevo, OLEOVA, EYOVA), también conocido como aceite de yema de huevo, se deriva de la yema de huevo de pollo procedentes principalmente de los triglicéridos con restos de la lecitina y está generalmente libre de proteínas de huevo. Por lo tanto, a menudo puede ser utilizado fácilmente por las personas que son alérgicas a los huevos, especialmente para aplicaciones tópicas, como el cuidado del cabello o la piel.

## Producción
El aceite se extrae tradicionalmente a partir de la yema, por un proceso bastante sencillo, en la que cincuenta huevos producen aproximadamente cinco onzas de aceite.
Los métodos modernos de producción incluyen extracción líquido-líquido de los componentes lípidos de yema de huevo sólidos y la extracción de fluidos supercríticos. Es ofrecido por compañías como VAV Life Sciences.

## Composición
Los ácidos grasos en la composición del aceite de huevo es rica en omega-3 (Docosahexanoico ácido) y omega-6 (ácido araquidónico).

### Perfil completo de ácidos grasos
Ácidos Grasos
| 1. Ácido oleico 37,5% 2. Ácido palmítico 35,7% 3. Ácido linoleico 10,7% 4. Ácido palmitoleico 7,8% 5. Ácido esteárico 3,3% 6. Ácido mirístico 1,1% 7. Ácido docosahexaenoico 0,5% 8. Ácido miristoleico 0,4% 9. Heptadecanoico ácido 0,3% 10. Ácido araquidónico 0,2% 11. Eicosanoico ácido 0,2% 12. Ácido linolénico 0,1% 13. Pentadecanoico ácido 0,1% |

### Análisis típico
Especificaciones
| 1. La apariencia visual: de color amarillo o naranja ', líquido nebuloso 2. Consistencia: líquido viscoso / semisólidos a 25 °C. 3. Olor: olor característico de huevo 4. Índice Refractiva: 1,46 a 1,48 5. Peso específico: 0,9 a 0,95 6. Color Gardner escala: 11 Max. 7. Índice de acidez: 5 (mg KOH / g) 8. Índice de yodo: 60 |

## Uso en la medicina
Aceite de huevo se ha utilizado en el tratamiento de heridas y lesiones. Ambroise Paré utiliza una solución de yema de huevo, el aceite de rosas, y trementina para las heridas de guerra, un viejo método que los romanos habían descubierto 1000 años antes que él. Publicó su primer libro "El método de curación de las heridas causadas por armas de fuego de los arcabuces", en 1545.
En la medicina tradicional india, japonesa, china y unani, el aceite de huevo se ha utilizado tradicionalmente como un tratamiento para el cuidado del cabello para reducir la caída, favorecer el crecimiento de nuevo pelo, retardar el envejecimiento y reducir la caspa.

## El uso tópico

### Cosméticos
Aceite de huevo puede ser utilizado como un excipiente/portador en una variedad de preparaciones cosméticas tales como cremas, ungüentos, productos de protección solar o lociones donde actúa como un emoliente, humectante, antioxidantes, potenciador de la penetración, acondicionador de la piel oclusiva y antibacteriano.
Aceite de huevo también ayuda a las propiedades de textura, lubricantes y antifricción de cremas y
lociones para la piel. Como un agente oclusivo, protege contra la deshidratación sin molestar a los poros y se incorpora fácilmente en preparaciones tópicas ya que forma estable de aceite en emulsiones de agua.

### Quemaduras
El huevo es un aceite natural emoliente, y puede ser utilizado externamente en quemaduras, donde se reduce el dolor y promueve la reepitelización, reduciendo al mínimo las cicatrices.
Se ha utilizado con eficacia contra las quemaduras en las zonas rurales de Etiopía.

### Sarna
El aceite de yema de huevo se utiliza en el tratamiento de enfermedades infecciosas como la sarna. Abulcasis, en un tratado sobre los aceites, recomienda para su tratamiento por vía tópica el aceite de huevo, el aceite de laurel, el de beleño, el de ricino, el de rosas (mezclado con vinagre después de una limpieza a fondo de la piel) y un aceite que componía para la sarna, del que dice: «El que arranca toda clase de sarna adonde no actúan otros medicamentos».

## Nutrición infantil
Aceite de huevo puede ser una valiosa fuente de ácidos grasos poliinsaturados como ácido docosahexaenoico y ácido araquidónico en la nutrición infantil o combinado con aceite de pescado para la producción de los preparados para lactantes.
Es también una fuente conocida de vitamina D.